# Montalcinello
Montalcinello is een plaats (frazione) in de Italiaanse gemeente Chiusdino.